# Gathemo
Gathemo ist eine französische Gemeinde mit 268 Einwohnern (Stand: 1. Januar 2022) im Département Manche in der Region Normandie. Sie gehört zum Arrondissement Avranches und zum Kanton Le Mortainais. 

## Lage
Nachbargemeinden sind Noues de Sienne im Nordwesten, Vire Normandie im Nordosten, Sourdeval im Osten, Beauficel im Südosten, Perriers-en-Beauficel im Südwesten und Saint-Michel-de-Montjoie im Westen.
Hier entspringt das Flüsschen Dathée, das über die Virène zur Vire entwässert.

## Bevölkerungsentwicklung
| Jahr      | 1962 | 1968 | 1975 | 1982 | 1990 | 1999 | 2008 | 2018 |
| --------- | ---- | ---- | ---- | ---- | ---- | ---- | ---- | ---- |
| Einwohner | 469  | 459  | 420  | 385  | 312  | 291  | 280  | 249  |

## Sehenswürdigkeiten

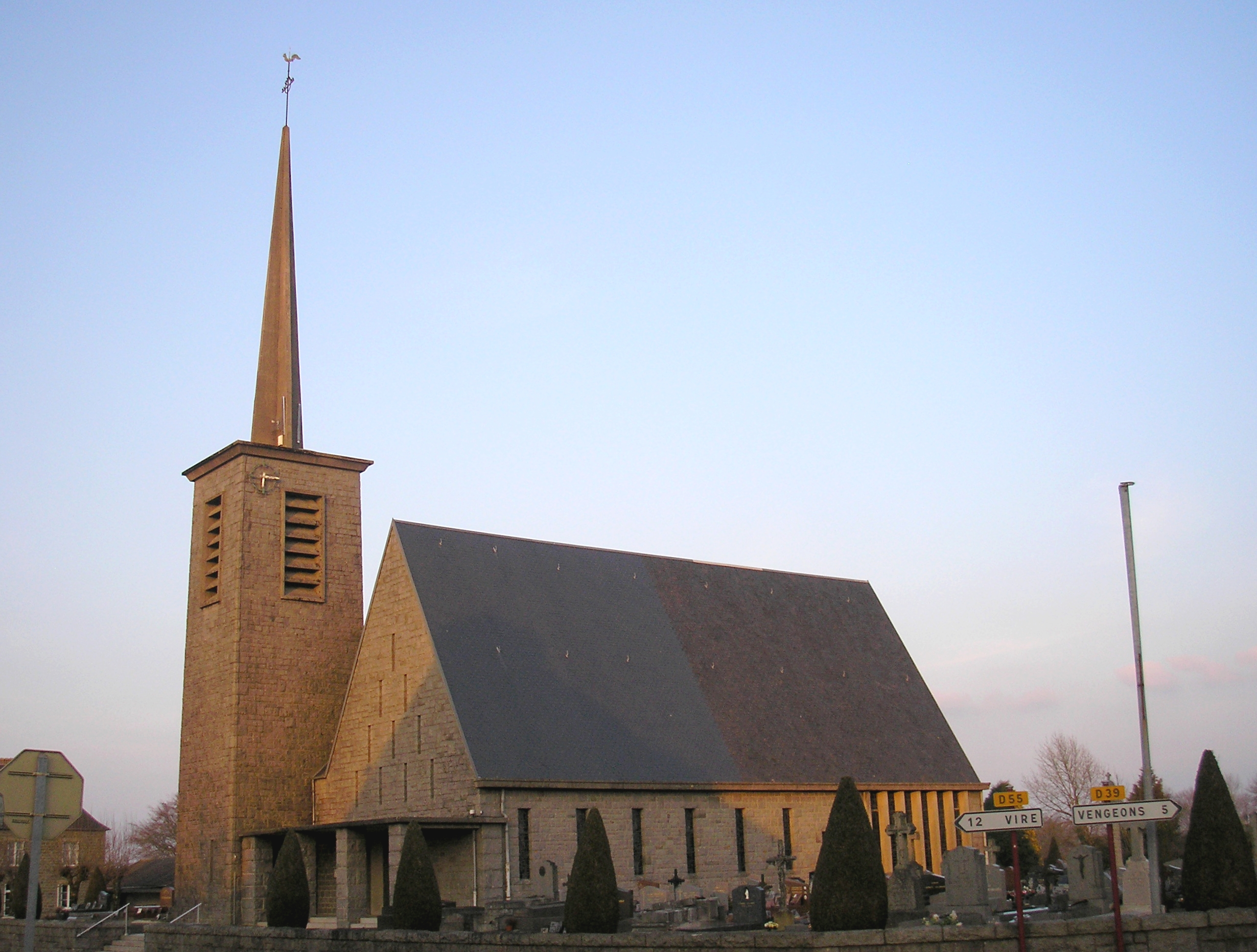
Kirche Notre-Dame

- Kirche Notre-Dame